# 옐레나 데멘티예바
옐레나 뱌체슬라보브나 데멘티예바(러시아어: Елена Вячеславовна Дементьева, jɪˈlʲenə dʲɪˈmʲentjɪvə (도움말·정보); 1981년 10월 15일 ~ )는 러시아의 은퇴한 여자 프로 테니스 선수이다. 2000년 하계 올림픽 테니스 여자 단식에서 은메달, 2008년에는 금메달을 땄다. 또한 그랜드 슬램 대회인 프랑스 오픈과 US 오픈에서 두 번 준우승했다. 그녀의 생애 최고 단식 랭킹은 2009년 4월 기록한 세계 랭킹 3위이다. 그녀는 2010년 10월 29일 연말 WTA 챔피언십에서 마지막 경기 직후 은퇴를 발표하였다. 은퇴 당시 랭킹은 9위였다.

## 약력

### 성장 과정 및 개인사
데멘티예바는 소비에트 연방 모스크바에서 전기 기술자인 아버지 뱌체슬라프(Viatcheslav)와 교사인 어머니 베라(Vera) 사이에서 태어났다. 두 부모는 모두 테니스 동호인이었다. 그녀는 7살이 되던 해 다이나모 스포츠 클럽과 CSKA 테니스 클럽에 등록을 하려다 거절 당하기도 했다. 이후 스파르택 테니스 클럽에서 라우자 이슬라노바에게 3년간 코치를 받았다. 이슬라노바는 세계 랭킹 1위 남매 선수들인 마라트 사핀과 디나라 사피나의 어머니였다. 데멘티예바는 11살 때 세르게이 파시코프(Sergei Pashkov)와 함께 CSKA 테니스 클럽에 들어갔다.
현재 그녀의 코치 역할은 어머니인 베라와 오빠인 브세볼로트(Vsevolod)가 맡고 있다. 그녀는 모나코의 몬테카를로와 러시아 모스크바, 미국 보카 레이튼에 집을 갖고 있으며, 여가시간에는 스노보드와 야구, 독서, 여행을 즐긴다.
데멘티예바는 러시아판 마리 클레르지의 2009년 1월 표지모델이 되기도 했다.

## 메이저 대회 결승

### 그랜드 슬램 결승

#### 단식: 2 (0승 2패)
| 결과   | 연도 | 대회        | 코트   | 결승 상대             | 스코어   |
| 준우승 | 2004 | 프랑스 오픈 | 클레이 | 아나스타시야 미스키나 | 6–1, 6–2 |
| 준우승 | 2004 | US 오픈     | 하드   | 스베틀라나 쿠즈네초바 | 6–3, 7–5 |

#### 복식: 2 (0승 2패)
| 결과   | 연도 | 대회        | 코트 | 파트너          | 결승 상대                         | 스코어        |
| 준우승 | 2002 | US 오픈     | 하드 | 야네테 후사로바 | 비르히니아 루아노 파올라 수아레스 | 6–2, 6–1      |
| 준우승 | 2005 | US 오픈 (2) | 하드 | 플라비아 펜네타 | 리사 레이몬드 사만다 스토서       | 6–2, 5–7, 6–3 |

### 올림픽 결승

#### 단식: 2 메달 (금 1, 은 1)
| 결과   | 연도 | 대회        | 코트 | 결승 상대       | 스코어        |
| 은메달 | 2000 | 2000 시드니 | 하드 | 비너스 윌리엄스 | 6–2, 6–4      |
| 금메달 | 2008 | 2008 베이징 | 하드 | 디나라 사피나   | 3–6, 7–5, 6–3 |